# 盛重龍
盛重 龍（もりしげ りゅう、1980年7月18日 - ）は、日本の元男子バレーボール選手。

## 来歴
大姶良小学5年（大姶良スポーツ少年団）よりバレーボールを始める。
大姶良中時代にさわやか杯に出場。鹿児島商高時代には九州を代表するエースとして注目され、春高、インターハイなどで活躍。
2002年、全日本に初選出。同年にバレーボール世界選手権に出場。2003年、ワールドカップに出場した。2004年、ワールドリーグに出場。
2007年の黒鷲旗大会では敢闘賞受賞とベスト6に選出された。
2013年5月、豊田合成を退団し、翌月FC東京に移籍した。
2016年、2015/16シーズン終了をもって現役を引退した。
2025年、神奈川県厚木市で発足したクラブチームのSHIZUKA Vikings 厚木の監督に就任。

## 球歴
- 全日本代表 - 2002-2004年、2007年
- 全日本代表としての主な国際大会出場歴
  - 世界選手権 - 2002年
  - ワールドカップ - 2003年

## 受賞歴
- 2007年 - 第56回黒鷲旗全日本男女選抜大会 敢闘賞、ベスト6

## 所属チーム
- 鹿児島商業高校
- 日本体育大学
- 豊田合成トレフェルサ（2003-2013年）
- FC東京（2013-2016年）